# Jean-Baptiste Wartel
Jean-Baptiste Wartel, né à Lille le 30 octobre 1724 et mort à Lille le 30 décembre 1805 (9 nivôse de l'an XIV), est un juriste et homme politique français du XVIIIe siècle.

## Biographie

### Famille
Fils de Jacques Wartel, avocat, et de Marie-Anne de Gheviet, originaire de Tournai, il naît à Lille le 30 octobre 1724. La famille Wartel est une famille bourgeoise de Lille depuis au moins le XVIe siècle.
Son frère aîné, Louis Wartel  (1721-1795), après avoir étudié au collège d'Anchin de Douai, est chanoine à l'abbaye Saint-Calixte de Cysoing puis prévôt du prieuré d'Hertsberge. Quant à son frère cadet, Georges Wartel (1727-1811), il est bibliothécaire à l'abbaye du Mont-Saint-Éloi.
Jean-Baptiste Wartel épouse Marie Delevallée, fille d'un procureur de Lille. De cette union naissent plusieurs enfants, dont deux filles : Amélie épouse en 1777 Augustin Mourcou, banquier-payeur des gages des officiers ; Marguerite épouse en 1787 Josse Cuvelier, négociant en soieries et bourgeois de Lille.
L'architecte lillois Auguste Mourcou est son arrière-petit-fils.

### Ancien Régime et Révolution française
Sous l'Ancien Régime, Jean-Baptiste Wartel exerce la profession d'avocat et publie de nombreux factums pour assurer la défense de ses clients.
Il est élu député du Tiers état aux États généraux de 1789 pour représenter le bailliage de Lille.
Le 8 juin 1789, il est élu président adjoint de la chambre du Tiers état, aux côtés de Jean Sylvain Bailly. Il est également membre de l'Assemblée nationale constituante, dont il démissionne en 1790, vraisemblablement, considérant la situation de ses frères, au moment où est envisagée la constitution civile du clergé et l'abolition des ordres monastiques.
Il meurt le 30 décembre 1805 (9 nivôse de l'an XIV) à son domicile, situé sur la grand place de Lille.